# 가을 (떴다! 럭키맨)
《가을》은 떴다! 럭키맨의 주인공이다. 원판 이름은 키레이다 미요(奇麗田見代). 성우는 마츠이 나오코/김현지.

## 소개
왕재수가 다니는 중학교중에서 최고로 인기있고 예쁜 여학생이다.또는 왕재수가 짝사랑하는 여자아이. 그러나 왕재수와 럭키맨이 동일인물인지 모른다.
그렇지만 조용한 성격이나 럭키맨을 좋아하는 강력 관심때문에 성격이 다르게 변했다고한다. 그래서 무조건 럭키맨을 좋아한다.